# Joint Base Myer-Henderson Hall
La Joint Base Myer-Henderson Hall, abbreviata JBMHH, è una base congiunta (in inglese Joint base) dell'United State Army che si trova intorno ad Arlington, in Virginia, ed è composta da Fort Myer (Arl), Fort McNair (SW DC) e Henderson Hall. Fort McNair è situato lungo il fiume Anacostia, a Washington, mentre le altre due basi si trovano lungo il confine occidentale del cimitero nazionale di Arlington. Nel 2009 la base è stata al centro dell'attenzione dei media dopo che il marine Jorge Torrez uccise Amanda Jean Snell, una marine di 20 anni, specialista dell'intelligence militare navale.

## Descrizione

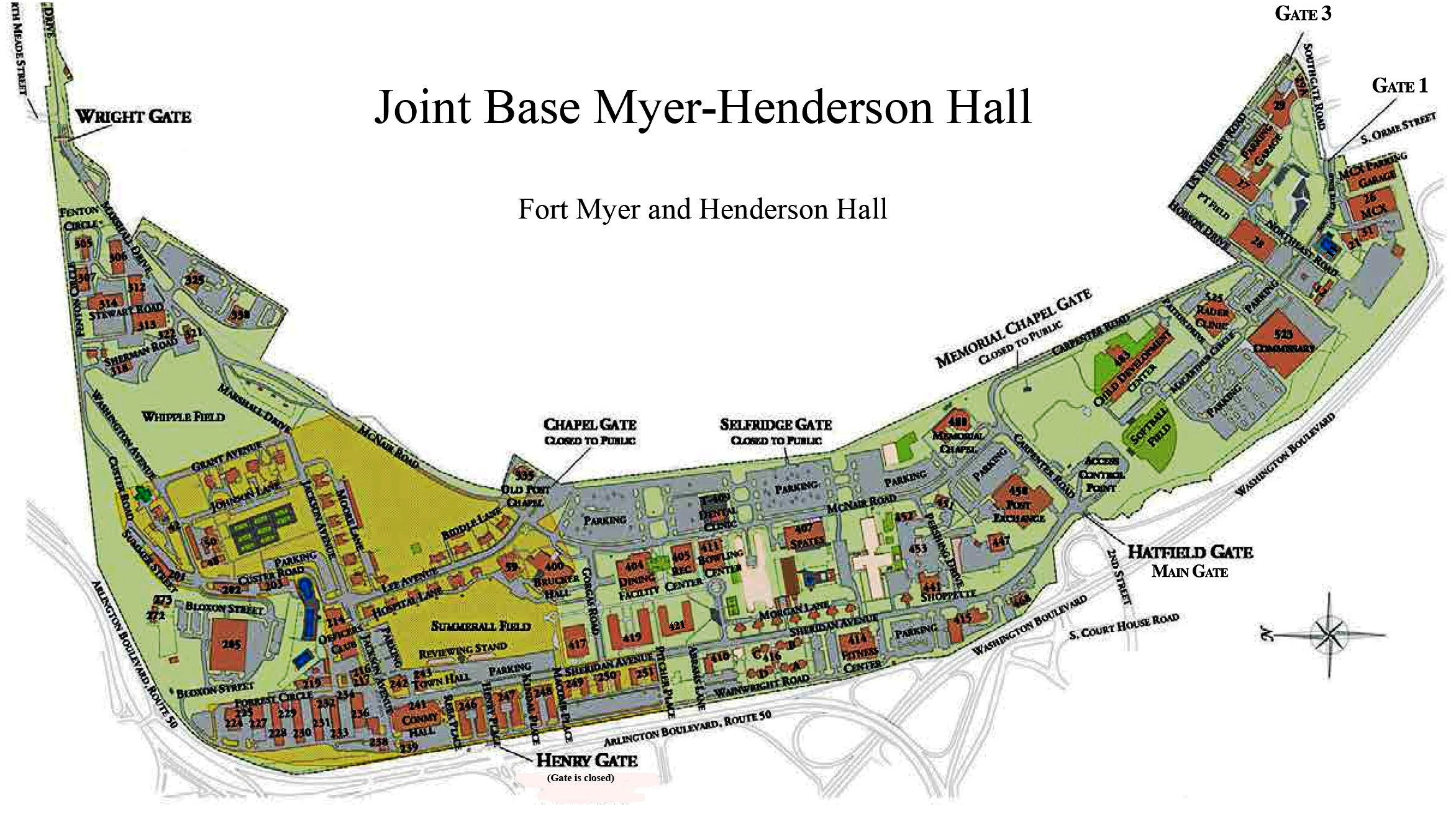
Mappa della base comune Myer-Henderson Hall

Fort Myer è il quartier generale del personale di servizio che lavora in tutta l'Area metropolitana di Washington. Il posto fornisce numerosi servizi, come l'alloggio e il supporto ai militari in servizio, di riserva, in pensione, membri della U.S. Coast Guard e le loro famiglie di stanza nel distretto militare di Washington. La missione del JBMHH è di gestire la comunità dell'esercito e sostenere Homeland Security nella capitale della nazione.
Nella base militare alloggiano numerosi reparti dei marines e dei militari, tra cui il primo e il quarto battaglione del 3º reggimento di fanteria degli Stati Uniti (The Old Guard), la compagnia "A" (comandante in capo della guardia) e la banda dell'esercito americano "Pershing's Own". Nella base si trova anche la tomba di Black Jack, il cavallo nero senza cavaliere che prestò servizio in più di 1 000 funerali di Stato.
Grazie alla sua vicinanza al cimitero di Arlington, questa è anche la base operativa per la maggior parte dei servizi delle Guardie d'Onore e delle squadre di sepoltura. Infatti, una grande percentuale di sepolture del cimitero proviene dalla Old Post Chapel, una delle due cappelle di Fort Myer. I visitatori possono inoltre accedere ai cassoni, alle scuderie e all'Old Guard Museum. Nella base si trovano anche il Cody Child Development Center, un centro militare per lo sviluppo dei bambini, e la sede de Il Pentagramma, un settimanale che viene consegnato alla base congiunta e al Pentagono.

### Fort Myer
Fort Myer è una fortezza militare attiva sin dalla guerra di secessione americana. Prima del 1861, il terreno era di proprietà di Mary Anna Custis Lee, moglie di Robert E. Lee. Quando scoppiò la guerra, la proprietà fu confiscata dal governo federale degli Stati Uniti. La parte più vicina al corps de logi è stata trasformata in un cimitero di guerra ed è ora conosciuta come Cimitero Nazionale di Arlington .
Fort Myer è composto da diverse lunette per la difesa della capitale. La prima (Fort Ramsay, poi ribattezzato Fort Cass) venne costruita dopo la sconfitta degli Stati del Nord nella prima battaglia di Bull Run del 1861 e la seconda (Fort Whipple) dopo la seconda battaglia di Bull Run  del 1862. Nel 1881 la base cambiò nome in Fort Myer, dopo i servizi del capo Albert J. Myer (1828–1880) che durante il suo periodo fondò l'US Weather Bureau, il cui successore lineare è la National Oceanic and Atmospheric Administration.

### Fort McNair

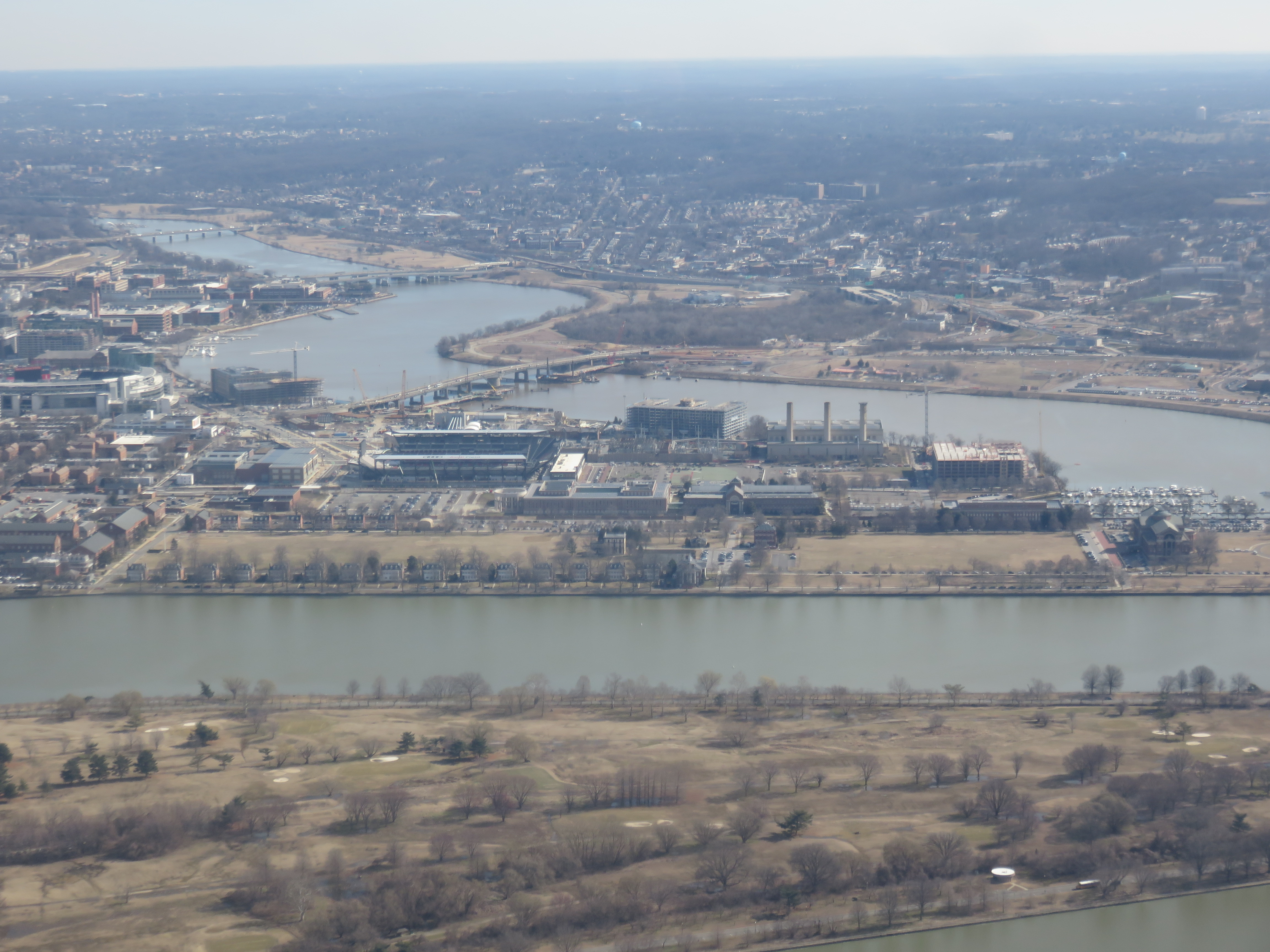
Fort McNair in una foto del 2019

Fort McNair, originariamente denominato "Washington Barracks" si trova dove convergono i fiumi Potomac e Anacostia e venne fondata nel 1791 dopo che Pierre L'Enfant inserì un'area strategica nel suo piano urbanistico per la difesa di Washington. Su Fort McNair si trova Grant Hall, sede del tribunale militare del 1865 dei cospiratori dell'assassinio di Abraham Lincoln. Ogni trimestre la sala è aperta al pubblico, cosicché i visitatori possano saperne di più sui processi.
Il nome attuale le venne dato nel 1948, in onore del tenente generale Lesley J. McNair, comandante delle forze di terra dell'esercito statunitense, caduto durante la seconda guerra mondiale il 25 luglio 1944 in Normandia. Dall'inizio del XX secolo, la struttura è stata utilizzata principalmente per varie istituzioni educative, prima per l'esercito e poi per tutte le parti delle forze armate con l'Industrial College of the Armed Forces e il National War College. Questi due dipartimenti sono stati fusi nel 1976 come facoltà nell'ambito della National Defense University.